# Choisam

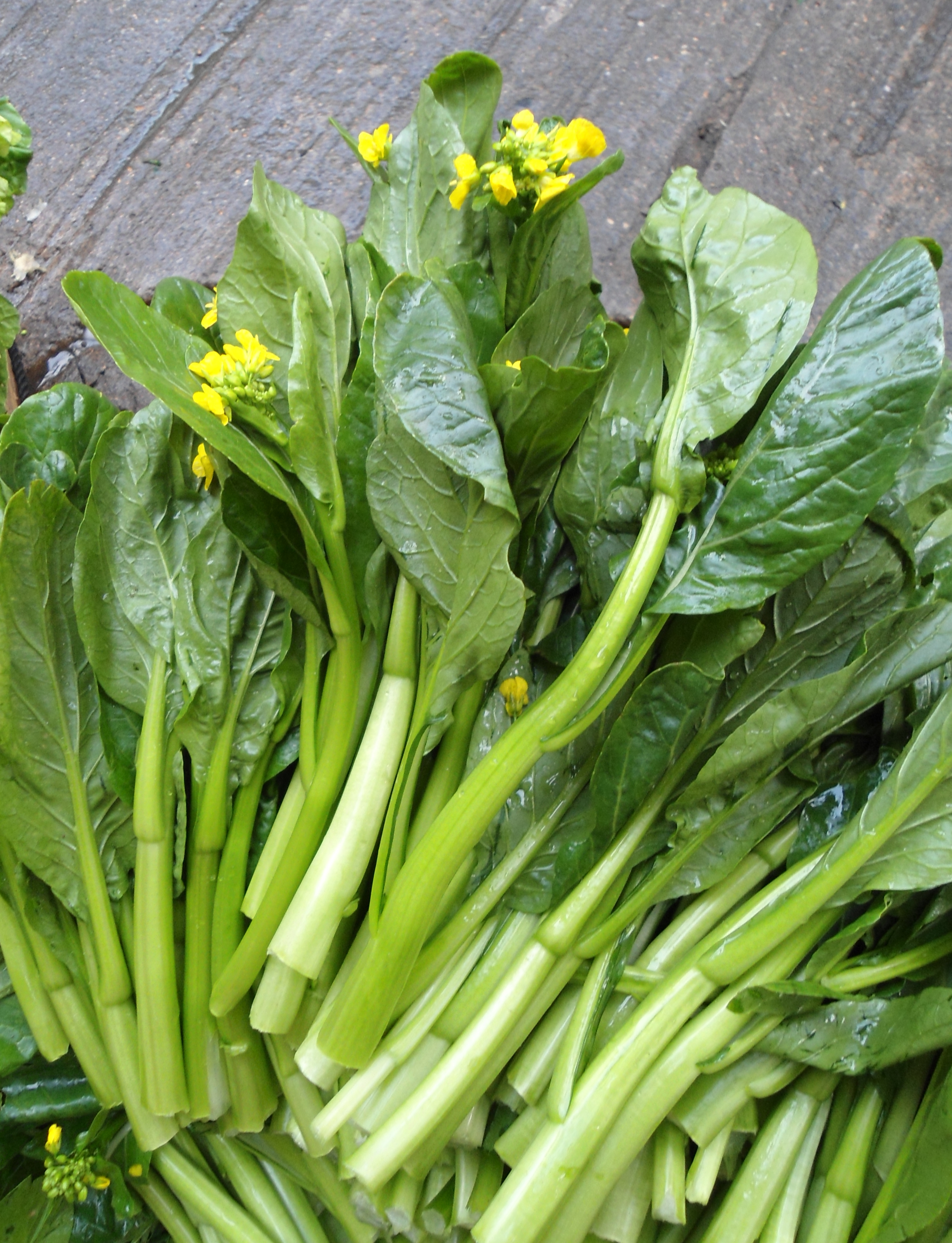
Choisam

Choisam (chinees: 菜心 ) (Brassica rapa var. parachinensis) is een bladgroente die vaak wordt gebruikt in de Chinese keuken. Deze groente is nauw verwant met paksoi en heeft dikke, knapperige stengels, gele bloemen, en weelderige groene bladeren.

## Omschrijving
Choisam is een groene bladgroente vergelijkbaar met kai-lan (Chinese broccoli). De gele bloemen hebben ieder vier gele ovaal tot ronde bloemblaadjes en zes meeldraden op vlezige, rechtopstaande lange stengels. De hoogte van de plant varieert van 10 tot 40 centimeter, afhankelijk van de groeiomstandigheden en het ras. Meestal komt de plant tot bloei als er rond de 7 à 8 bladeren aan zitten.
Alle delen van de plant zijn eetbaar. In de Chinese keuken belandt het in roerbakgerechten en soep.